# Tokusou Robo Janperson
Tokusou Robo Janperson (特捜ロボ ジャンパーソン, Tokusou Robo Janpāāson, vertaald als Special Investigator Robo Janperson) is een Japanse tokusatsuserie geproduceerd door Toei Company. De serie is onderdeel van Toei’s Metal Heroes series.
De serie bestond uit 50 afleveringen en een film, en werd uitgezonden van 31 januari 1993 t/m 23 januari 1994. Daarnaast hadden de twee helden uit deze serie een gastoptreden in de laatste twee afleveringen van de serie Juukou B-Fighter.

## Verhaal
De serie draait om Janperson, een robotische detective die de straten van Tokio veilig moet houden. Samen met Gun Gibson bevecht hij drie criminele organisaties, die allen gebruikmaken van high tech wapens voor hun misdaden.

## Personages

### Helden
- Janperson : een paarse androïde die werkt als detective. Hij was ooit een moordmachine genaamd MX-A1. De MX-A1 werd echter gedeactiveerd, en voor zien van menselijke emoties. Janperson kan worden vergeleken met het personage RoboCop.

- Gun Gibson : Janperson’s partner die later in de serie opduikt. Hij is een grijze zwaar gepantserde androïde. Hij heeft een vriendin genaamd Kai, die werd omgebracht door de Gang Guards.

### Schurken
- Bill Goldy: een kwaadaardige cyborg dubbelganger van Janperson. Hij was oorspronkelijk een mens, maar liet zich middels een operatie ombouwen tot cyborg. Hij probeerde Janperson de schuld van meerdere misdaden in de schoenen te schuiven. Aan het eind van de serie werd hij voorgoed verslagen door Janperson en Gun Gibson. In de serie Juukou B-Fighter werd hij weer tot leven gebracht door Jagul, die hem als een pion in haar plan gebruikte. Ze absorbeerde hem later om sterker te worden.
- Jimpak: de leider van de rebelse “New Gang Guards”. Hij is eigenlijk een mens voorzien van een paar cyborgonderdelen, maar Janperson dacht dat hij een robot was. Zijn doel is de wereld te mechaniseren. Aan het eind van de serie pleegde hij zelfmoord.
- Madame Reiko: de leider van Supertech, een ondergrondse organisatie. Ze is meer een antiheld dan een schurk aangezien ze de Aarde wil herstellen tot haar oude glorie. Tegen het einde van de serie veranderde ze in een monster en probeerde de mensheid uit te roeien om de Aarde een nieuwe kans te geven. Ze werd gedood door Janperson.

## Afleveringen
1. The Mysterious New Hero
2. We Are Justice!
3. Wanted - Robotic Hero
4. The Fang Of The Strongest Corps Which Face
5. Enter: Neo-Guild!
6. The Frozen Man Who Wanders About
7. As For Me Girl?
8. My Father Is An Android!
9. The New Face Of The Hero Whom You Saw
10. In God Of Luck Carefulness
11. A Heading Prophecy
12. Blood Is More Weightful Than Water
13. The Secret of Janperson, Super Ancient Soldier
14. Friendship Before The Blasting Sun/Size
15. The Angel Who Throws Away The Wing
16. Mystery Of The Golden Bird
17. First Opening - JP Base
18. The Secret Story of Janperson's Birth
19. Mysterious Thief - Electromagnetic Transmission Burglar
20. The Ninja Arts - Your Life Or My Life
21. The History Upper Beginning - The Enemy Which Cannot Be Pushed Down
22. Challenge - Cancer Gun Gibson, Carol and Neo-Guild Hitman
23. Crash : Janperson versus Gun Gibson
24. To Die For Justice
25. Battle Of The Quickest Gun Fighters - King Decisive Game
26. The Turbo-Charged Chariot
27. The True Face Of A Large Leader
28. Tree Of Life, Shadow Warrior
29. Death For The Androids
30. Rupture - Last Soul
31. The birth of a new Janperson model?
32. The Labyrinth From Which It Can't Be Escaped
33. Ardent Love Man Of Outer Space One
34. Good Bye In Intense Fighting
35. Reckless Driving Sailor Blouse
36. Life It Does Shortly, The Beauty Boy
37. Justice Vs Love
38. Gun Gibson Scattered About
39. Beautiful Woman Secretary Of Hell
40. Target Base - Changing Illusion Crimelord
41. Decision Dead Sphere Of Thrust Trap
42. In The Heat Of Battle
43. The Last Super Fighter
44. The Queen Who Burns!
45. The Road To Death
46. NG Last Battle!
47. Puzzle? Storm Of Betrayal
48. JP Base's Destruction!
49. When Gun Gibson goes out in Flames
50. JanPerson Forever

### Specials
- Tokusou Robo Janperson Movie
- Juukou B-Fighter afleveringen 52-53

## Trivia
- Janpersons naam is een samenvoeging van de Japanse woorden voor "jumper" (janpaa) en "person" (paason).
- Gun Gibsons naam is gebaseerd op de naam van Mel Gibson, die toen de serie werd gemaakt populair was in Japan.
- Janperson en Gun Gibson werden door Saban Entertainment gebruikt voor aflevering 19 van de serie Big Bad Beetleborgs getiteld Convention Dimension. In deze serie waren ze twee andere stripboekhelden, genaamd Karato en Silver Ray, die de BeetleBorgs hielpen tegen een leger van Magnavores.